# Strange Interlude (cinéma)
Pour plus de détails, voir Fiche technique et Distribution.
Strange Interlude est un film américain réalisé par Robert Z. Leonard, sorti en 1932.

## Synopsis
Charlie Marsden, vétéran de la Première Guerre mondiale, revient chez lui dans l'espoir de revoir son béguin secret Nina Leeds. Il arrive pour la trouver toujours en désaccord avec son père, qui s'obstine à l'empêcher de sortir avec Gordon, récemment décédé à la guerre. Apprenant sa disparation, Nina honore sa mémoire en devenant infirmière dans un hôpital pour anciens combattants. Sentant la perte de celui qu'elle aimait, Nina sort avec de nombreux hommes. À la suite du décès de son père, elle revient avec le Dr Ned Darrell et l'ancien copain de Gordon, Sam Evans. Nina finit par épouser Sam, espérant avoir la vie qu'elle voulait autrefois avec Gorden. Après les noces, la mère de Sam lui dit que la folie règne dans leur famille. Plus tard, Nina conçoit un enfant de Ned, qu'elle aime secrètement. Mais Ned la quitte et déménage en Europe. Lorsqu'un fils naît, on le nomme Gordon, d'après le premier amour de Nina. Charlie sait parfaitement qui est le vrai père mais tous jurent de garder le secret sur l'identité du père biologique de Gordon. 
Les années passent, faisant que les amis et les amants d'autrefois sont désormais âgé et Sam meurt après avoir eu une vie heureuse. Après que Gordon ait atteint l'âge adulte, il annonce ses noces de fiançailles avec Madeline Arnold. Lors d'un affrontement violent entre Gordon et Ned, Nina lui crie qu'il vient de frappé son père. Gordon suppose qu'elle parle de manière métaphorique et s'en excuse. Il dit qu'il a toujours su que sa mère et Ned étaient amoureux et ll leur dit qu'ils devraient se marier car il leur donne sa bénédiction. Sans un mot, Nina empêche alors Ned de lui révéler la vérité. Gordon quitte la pièce, et Nina et Ned conviennent qu'ils ne se marieront pas, car malgré ses paroles, Gordon serait déçu. Ils font leurs adieux à l'avion de Gordon alors qu'il transporte les jeunes vers une vie heureuse. Nina tremble d'épuisement, mais Ned s'éloigne, la laissant seule. Puis Charlie apparaît, portant un bouquet de roses fanées. Nina s'appuie alors contre lui et pose sa tête sur son épaule en murmurant que Dieu bénisse le cher vieux Charlie qui, passé au-delà du désir, a enfin toute la chance.

## Fiche technique
- Titre original : Strange Interlude
- Réalisation : Robert Z. Leonard (non crédité)
- Scénario et dialogues : Bess Meredyth et C. Gardner Sullivan d'après une pièce de Eugene O'Neill
- Production : Robert Z. Leonard et Irving Thalberg (non crédité)
- Société de production : MGM
- Photographie : Lee Garmes
- Montage : Margaret Booth
- Direction artistique : Cedric Gibbons
- Costumes : Adrian
- Pays de production : États-Unis
- Format : Noir et blanc - Son : Mono (Western Electric Sound System)
- Genre : Drame
- Durée : 109 minutes
- Date de sortie :
  - États-Unis : 30 décembre 1932

## Distribution
- Norma Shearer : Nina Leeds
- Clark Gable : Dr Ned Darrell
- Alexander Kirkland : Sam Evans
- Ralph Morgan : Charlie Marsden
- Robert Young : Gordon Evans
- May Robson : Mme Evans
- Maureen O'Sullivan : Madeline Arnold
- Henry B. Walthall : Professeur Leeds
- Mary Alden : Mary, L'employée de maison de Leeds
- Tad Alexander : Gordon Evans